# 鈴懸の径 -佐伯孝夫 優しい詩集-
『鈴懸の径 -佐伯孝夫 優しい詩集-』（すずかけのみち -さえきたかお やさしいししゅう-）は、佐良直美のカバー・アルバム。1972年1月25日発売。2008年10月1日に初CD化された。発売元はビクターエンタテインメント。CD盤の規格品番はVICL-63063。

## 解説
作詞が佐伯孝夫の楽曲のみをカバーした作品集。収録曲は歌謡曲・唱歌のほか、1970年代以前の流行歌を中心としている。
CD帯のコピー：永遠の抒情歌…昭和の名作詩家・佐伯孝夫の作品集
前半6曲目までは、戦中・戦後と活躍した歌手、灰田勝彦が歌った楽曲を中心に収録。LPでのもう片面となる7から12曲目は、作曲者が吉田正の楽曲のみを収録。CD盤の歌詞ブックレットには収録楽曲の歌詞のほか、レコード会社による「ビクター流行歌 名盤・貴重盤コレクション」の紹介文、同時発売された第三期作品群一覧を掲載。また、上山敬三と佐伯孝夫の寄稿文を両面に掲載した四つ折りの紙と、ビクター流行歌 名盤・貴重盤コレクション第一期、第二期の作品を掲載したフライヤーが封入されている。
CD盤は、カタログ等において『ビクター流行歌 名盤・貴重盤コレクション第三期（14） 鈴懸の径 -佐伯孝夫 優しい詩集-』というタイトルで掲載されることもある。佐良のカバー・アルバムの復刻は、2005年に発売された『素晴らしいフォークの世界』（VICL-41198）以来。その間には廉価ベスト・シリーズ "ゴールデン☆ベスト" から『GOLDEN☆BEST 忘れ得ぬ名唱・佐良直美』（2007年11月21日）も発売された。

## 収録曲

### Side A
1. 鈴懸の径（2:42）
  - 作詞: 佐伯孝夫、作曲: 灰田晴彦、編曲: 近藤進
2. 峠の我が家（2:34）
  - 作詞: 佐伯孝夫、作曲: Traditional、編曲: 近藤進
3. 森の小径（2:54）
  - 作詞: 佐伯孝夫、作曲: 灰田晴彦、編曲: 近藤進
4. 新雪（3:05）
  - 作詞: 佐伯孝夫、作曲: 佐々木俊一、編曲: 寺岡真三
5. 白樺の小径（2:38）
  - 作詞: 佐伯孝夫、作曲: 佐々木俊一、編曲: 寺岡真三
6. アルプスの牧場（3:27）
  - 作詞: 佐伯孝夫、作曲: 佐々木俊一、編曲: 近藤進

### Side B
1. 有楽町で逢いましょう（3:47）
  - 作詞: 佐伯孝夫、作曲: 吉田正、編曲: 近藤進
2. 街灯（3:39）
  - 作詞: 佐伯孝夫、作曲: 吉田正、編曲: 近藤進
3. 再会（4:01）
  - 作詞: 佐伯孝夫、作曲: 吉田正、編曲: 寺岡真三
4. 寒い朝（3:52）
  - 作詞: 佐伯孝夫、作曲: 吉田正、編曲: 寺岡真三
5. 霧の中の少女（4:00）
  - 作詞: 佐伯孝夫、作曲: 吉田正、編曲: 寺岡真三
6. いつでも夢を（3:42）
  - 作詞: 佐伯孝夫、作曲: 吉田正、編曲: 寺岡真三

## 原曲
- 鈴懸の径 - 灰田勝彦の楽曲
- 峠の我が家 - アメリカ民謡。佐伯の詞で灰田勝彦などが歌った。
- 森の小径 - 灰田勝彦の楽曲
- 新雪 - 灰田勝彦の楽曲
- 白樺の小径 - 淡谷のり子の楽曲
- アルプスの牧場 - 灰田勝彦の楽曲
- 有楽町で逢いましょう - フランク永井の楽曲
- 街灯 - 三浦洸一の楽曲
- 再会 - 松尾和子の楽曲
- 寒い朝 - 吉永小百合の楽曲
- 霧の中の少女 - 久保浩の楽曲
- いつでも夢を - 橋幸夫・吉永小百合の楽曲